# Joseph von Attems-Heiligenkreuz
Joseph Maria Alois Johann Nepomuk Franz de Paula Felix Thaddeus Graf von Attems-Heiligenkreuz, avstrijski general, * 23. oktober 1780, † 13. avgust 1871.

## Družina
Rodil se je Ferdinandu Marii Ignazu Josephu Thadeusu von Attems-Heiligenkreuzu (1746–1820) kot šesti od devetih otrok.

## Pregled vojaške kariere
Napredovanja
- generalmajor: 8. maj 1834
- podmaršal: 3. marec 1856